# Секс-работник
Секс-рабо́тник — человек, который занимается секс-работой на регулярной или периодической основе во всех сферах секс-индустрии. Секс-работники могут быть любого пола, они обменивают сексуальные услуги на деньги или материальные ценности клиента.
Отличие секс-работы от сексуальной эксплуатации состоит в её добровольности «и рассматривается как коммерческий обмен секса на деньги или товары». Эмоциональный труд является неотъемлемой частью жизни секс-работников, обеспечивая им получение максимальной прибыли и самозащиту (диссоциацию, то есть дистанцирование от работы). Для этого секс-работники конструируют, в ответ на желания клиента, представления о гендере и сексуальности (физическое воплощение традиционной женственности, почтение к клиентам и подтверждение их мужественности), а также демонстрируют поддельную интимность. Секс-работники — завсегдатаи хостесс и хост-клубов, большие долги в хост-клубах иногда являются причиной для занятия проституцией, как средством вернуть долги.
Секс-работники подвержены множеству рисков.

## Терминология
Термин «секс-работник» был введен в 1978 году Кэрол Ли. Его использование стало популярным после публикации в 1987 году антологии «Секс-работа: написано женщинами секс-индустрии» под редакцией Фредерики Делакост и Присциллы Александер. Термином «секс-работник» стали пользоваться учёные, неправительственные организации и профсоюзы, а также правительственные и межправительственные агентства, например, Всемирная организация здравоохранения. Этот термин указан в Оксфордском словаре английского языка и словаре Merriam-Webster.
Термин «секс-работник» используется для избегания социальной стигматизации негативной нагруженности, связанной со словом проститутка. Люди, предоставляющие сексуальные услуги,тем самым дополнительно отделяют профессию от своей личности и любых других аспектов их жизни, которые никак не связаны с работой.
Против этого термина категорически выступают многие, кто морально выступает против секс-индустрии, например, социальные консерваторы, феминистки, выступающие против проституции, и другие сторонники запрета проституции. Такие группы рассматривают проституцию, как преступление и виктимизацию. Термин «секс-работа» расценивается ими, как узаконивание преступной деятельности и/или эксплуатации под видом труда.

## Формы
Секс-работа может принимать следующие формы: проституция, стриптиз, лэп-дэнс, участие в порнографии, секс по телефону или по вебкаму, эскорт-услуги или любой другой вид обмена сексуальных услугами для финансовой или материальной выгоды. Часть секс-работников не обязательно вступает в физический контакт с клиентом, они могут быть, например, вебкам-моделями, стриптизёршами и т. п.. Секс-работники, которые включают половые сношения в свои услуги, считаются секс-работниками с полным спектром услуг.
Секс-работники могут действовать как независимо, так и через компанию или корпорацию, или работать в публичном доме. Выбор секс-работы не всегда бывает свободным. Принудительные отношения обычно возникают в рамках взаимодействия секс-работников и агентств, которые их нанимают. Любой вид секс-работы может оказаться принудительным трудом.

### Мотивации
Мотивациями секс-работников обычно являются: денежные долги, принуждение, способ заработать на жизнь, расширение реализации сексуальных потребностей.
Результаты канадского исследования показали, что только 25 % опрошенных секс-работников начали заниматься секс-бизнесом потому, что находили это «привлекательным». В качестве аргументов выбора также выступала гибкость в выборе часов работы и возможность выбирать собственную клиентскую базу. Секс-работа также может быть способом финансирования наркозависимости.

### Демография
Трансгендерные люди чаще занимаются секс-работой, особенно транс-женщины и цветные транс-люди. Исследование, проведенное среди женщин-работниц секс-бизнеса в Индии, показало, что неграмотность и более низкий социальный статус были более распространены, чем среди женского населения в целом.
С другой стороны исследование секс-бизнеса в Тихуане, Мексика, показало, что большинство секс-работников там были молодыми гетеросексуальными женщинами.
Многие из этих исследований пытаются использовать меньшие выборки секс-работников и сутенёров, чтобы экстраполировать их на более крупные группы секс-работников, так были сделаны выводы о количестве секс-работников в восьми американских городах. Однако такие исследования делают акцент на деятельности и перспективах сутенеров и других менеджеров секс-бизнеса, а не на деятельности и перспективах самих секс-работников. В этих исследованиях торговля людьми в целях сексуальной эксплуатации не может быть адекватно отделена от секс-работы.
Трудно получить демографическую информацию о распространенности секс-работы, поскольку во многих странах и городах действуют законы, запрещающие проституцию или другую секс-работу.
Торговлю людьми в целях сексуальной эксплуатации или принудительную секс-работу также сложно оценить количественно из-за её подпольного и скрытого характера. Найти репрезентативную выборку секс-работников в конкретном городе бывает практически невозможно, когда численность самого населения неизвестна. Исследования проводить трудно также из-за того, что невозможность сохранения приватности и конфиденциальности в исследованиях может привести к судебным преследованием самих секс-работников, если их личности будут раскрыты.

## Дискриминация
Стигматизация секс-работников включает такие стереотипные восприятие их, как девиантных, гиперсексуальных, с высоким риском ЗППП, злоупотребляющих психоактивными веществами.
Секс-работники пытаются избавляться от этой стигматизации путём скрывания своей профессии, социальной изоляции и путём создания ложного «я» для секс-работы.
Стигма, связанная с секс-работой, может укреплять культуру изнасилования и приводить к слатшеймингу.
Секс-работа отличается от торговли людьми в целях сексуальной эксплуатации, несмотря на то, что некоторые работники секс-бизнеса решают заниматься секс-торговлей по обоюдному согласию. Американский закон о борьбе с секс-торговлей также запрещает рекламу секса по обоюдному согласию в интернете. Такие законы оказывают существенное негативное влияние на секс-работников.
Во всем мире секс-работники сталкиваются с препятствиями в доступе к здравоохранению, юридической защите, поражением в трудовых правах.
В исследовании, проведенном среди секс-работников США, 43 % участников интервью сообщили о таких видах насилия, как: насилие со стороны интимного партнера, физическое, вооруженное физическое, сексуальное в формах сексуального принуждения и изнасилования. В том же исследовании одна секс-работница заявила, что «в таком образе жизни нет ничего безопасного». Со стороны полиции секс-работники часто подвергаются: жестокому обращению и запугиванию, бесплатному сексу с полицейскими под угрозой тюремного заключения или после ареста, возлаганию ответственности за преступления, совершенные против секс-работников, на них самих.
Правозащитные организации стараются уменьшить и искоренить предрассудки и стигматизацию в отношении секс-работы, а также предоставить больше поддержки и ресурсов секс-работникам.

## Правовой статус
В зависимости от местного законодательства деятельность секс-работников может регулироваться, контролироваться, допускаться или запрещаться. Секс-работники могут подвергаться стигматизации, маргинализации. Из-за стигматизации секс-работникам трудно добиваться правовой защиты в случае дискриминации, отказа оплаты за предоставленную услугу, нападения, изнасилования.
Защитники секс-работников обращают внимание на слатшейминг.
Законность различных видов секс-работы варьируется внутри и между регионами мира:
- в Соединенных Штатах порнография легальна, проституция запрещена законом в большинстве частей США
- в Новой Зеландии порнография, проституция и все профессии, входящие в сферу секс-бизнеса, являются законными. В соответствии с Законом о реформе проституции Новой Зеландии были приняты законы и постановления, обеспечивающие безопасность и защиту секс-работников. Секс-работники, работающие в управляемых помещениях, имеют доступ к трудовым правам и защите прав человека и могут подавать иски в суд, как и любой другой работник или служащий"[49]

В регионах, где секс-работа является незаконной, защитники прав секс-работников утверждают, что скрытый характер нелегальной проституции является барьером для доступа к легальным ресурсам.
Те, кто выступает против легализации проституции, утверждают, что секс-работа по своей сути является эксплуататорской и никогда не может быть легализована или практиковаться таким образом, чтобы уважать права тех, кто ею занимается.
Аргументы против легализации проституции/секс-работы:
- Легализация подвергает секс-работников более высокому риску со стороны агрессивных клиентов, так как это считается законной работой
- легализация увеличивает спрос на услуги секс-работников
- легализация определяет отношение к женщинам, как к сексуальному товару
- исследование показало, что легализация способствует росту торговли людьми[52]
- исследования показали, что легализация способствует росту торговли людьми в целях сексуальной эксплуатации[53]
- легализация способствует росту эксплуатации детей, впоследствии страдающих от долгосрочных негативных последствий секс-работы[54].

Аргументы в пользу легализации проституции/секс-работы:
- право секс-работника на своё тело
- проституция будет продолжать существовать, несмотря на все законы и постановления, направленные против неё
- следует разрешить добровольную проституцию для её регуляции властями и тогда якобы «проституция будет здоровой, безопасной, прозрачной и очищенной от побочных криминальных последствий»[56].
- декриминализация секс-работы уменьшит эксплуатацию секс-работников третьими лицами, такими как сутенёры и менеджеры
- законы о проституции неконституционны и противоречат правам людей на свободу слова и неприкосновенность частной жизни.

## Сокращение рисков
Существует два противоположных подхода к снижению рисков для секс-работников:
- Аболиционизм — движение за отмену государственного регулирования проституции, рассматриваемой как форма рабства женщин. Представлено Международной федерацией аболиционистов[англ.]
- Неоаболиционизм

Аболиционизм предлагает:
- прекращение всей секс-работы

Неоаболиционизм предлагает в рамках Шведской модели борьбы с проституцией:
- расширение прав и возможностей
- формированию профсоюзов секс-работников, позволяющих предотвращать риски[58]

Оба подхода направлены на снижение негативных последствий секс-индустрии, в частности на снижение уровня заболеваемости.
Сами секс-работники делают акцент на правах секс-работников, а не на предотвращении вовлечения людей в занятие проституцией, их интересует защита прав уже действующих проституток.
Известной защитницей прав секс-работников выступает Пенелопа Сондерс. Ещё одна известная защитница прав секс-работников Джо Дозема декларировала, что дихотомия добровольного и принудительного подходов к секс-работе лишила секс-работников свободы воли.

### Здоровье
Секс-работники испытывают трудности при рассказе о своей работе вообще и медицинским работникам в частности из-за смущения, страха неодобрения, неверия во влияние секс-работы на их здоровье и страха быть выданным полиции за незаконную деятельность.
Секс-работники имеют очень мало возможностей для правовой защиты; таким образом, во многих случаях секс-работник, сообщающий о насилии поставщику медицинских услуг, может быть не в состоянии подать в суд на своего агрессора. Риски для здоровья, связанные с секс-работой фокусируются в основном на инфекциях передающихся половым путем и употреблении наркотиков, так по данным одного исследования, почти 40 % секс-работников, посетивших медицинский центр, сообщили о незаконном употреблении наркотиков.
Трансгендерные секс-работники имеют более высокий риск заражения ВИЧ.
Факторы риска трансгендерных секс-работников делятся на биологические, личностные, со стороны родственников и структурные.
Биологические факторы включают анальный секс без презерватива, что представляет собой высокий риск заражения ВИЧ. К личностным факторам относятся проблемы психического здоровья (тревога, депрессия и злоупотребление психоактивными веществами, спровоцированное отсутствием поддержки, насилием и т. д.) Структурные риски включают участие в секс-бизнесе, связанное с бедностью, злоупотреблением психоактивными веществами и другими факторами, которые более распространены среди трансгендерных женщин из-за их социальной маргинализации и непринятия за нарушение гендерных норм. Наибольший риск заражения ВИЧ представляет собой незащищенный секс с партнерами-мужчинами, и появляются исследования, которые показывают, что мужчины, имеющие половые контакты с трансгендерными женщинами, чаще употребляют наркотики, чем мужчины, которые этого не делают.
Использование презервативов — один из способов снизить риск заражения . Однако переговоры с клиентами и партнёрами об использовании презервативов часто заканчиваются отказом секс-работника от безопасного секса. В некоторых странах также действуют законы, запрещающие хранение презервативов; это снижает вероятность того, что секс-работники будут использовать презервативы. Бордели с хорошей практикой гигиены труда, включая наличие презервативов, увеличили использование презервативов среди своих секс-работников.
Последствия проституции для психического здоровья секс-работников следующие:
- 30 % проституток пытались покончить жизнь самоубийством
- 50 % проституток страдало от посттравматического синдрома
- у 40 % проституток наблюдались диагностированные проблемы с психическим здоровьем
- 27 % проституток ранее уже были госпитализированы в психиатрические больницы
- у 20 % проституток было диагностировано расстройство пищевого поведения

### Принудительная секс-работа
Принудительная секс-работа — это секс-торговля по принуждению, а не по собственному выбору. Принудительная секс-работа увеличивает вероятность того, что секс-работник заразится ВИЧ/СПИДом или другой инфекцией, передающейся половым путем, особенно если человек начинает заниматься секс-работой до 18 лет. Клиенты часто принуждают их к неоговоренным предварительно (часто анальному половому акту) действиям. Секс-работники также могут испытывать сильное сопротивление использованию презервативов со стороны своих клиентов, этот риск увеличивается, когда секс-работников продают или принуждают заниматься секс-работой.
Принудительная секс-работа часто связана с обманом: работникам говорят, что они могут зарабатывать на жизнь, а затем не разрешают уйти. По оценкам исследований, от 40 % до 70 % секс-работников сталкиваются с насилием в течение года. В настоящее время во многих странах мало поддерживают трудящихся-мигрантов, в том числе тех, кого продали в места для секса.

## Защита прав
Защита интересов секс-работников может проводиться неправительственными организациями, организациям по защите трудовых прав, разнообразными правительственными социальными департаментами или самими секс-работниками.
Защитники прав секс-работников утверждают, что секс-работники должны иметь те же основные трудовые права, что и другие работающие люди. Например, Канадская гильдия эротического труда призывает к легализации секс-работы, отмене государственных постановлений, которые являются более репрессивными к ним, по сравнению с другим работниками из других сфер. Гильдия борется за признание и защиту секс-работников в соответствии с трудовым и уголовным законодательством. Поддерживает их право на создание профессиональных ассоциаций и союзов. Требует прав легального пересечения госграниц в целях облегчения поиска работы.
Проект «Красный зонтик» настаивает на декриминализации презервативов и изменениях в нью-йоркской программе трудоустройства секс-работников в других сферах, не связанных с сексом.
В Латинской Америке и странах Карибского бассейна первые оформленные своеобразные социальные манифесты секс-работников в прессе начались в конце XIX-го века в Гаване, Куба. Катализатором движения стала газета, издаваемая секс-работниками Гаваны. Это издание носило название «La Cebolla», которое создали Las Horizontales — группа секс-работников Гаваны, выпускавшая в 1888 году газету посвящённую проблемам работниц кубинских публичных домов. Специалист гендерных исследований и эксперт по Кубе Амалия Кабесас назвала это объединение первой задокументированной организацией секс-работников в Америке. Часть исследователей считает эту газету первой как минимум в Латинской Америке. Ежегодно в Лондоне вручается премия «Сексуальная свобода» в честь наиболее выдающихся защитников и пионеров сексуальной свободы и прав секс-работников в Великобритании, где секс-работа по сути легальна.

### Профсоюзы
Первой организацией современного движения за права секс-работников стала Call Off Your Old Tired Ethics (COYOTE), основанная в 1973 году в Сан-Франциско. Многие организации в западных странах были созданы через десять лет после основания COYOTE. В настоящее время во всем мире существует небольшое количество профсоюзов секс-работников. Одним из крупнейших является Международный союз секс-работников (англ. International Union of Sex Workers) со штаб-квартирой в Великобритании. IUSW защищает права всех секс-работников, независимо от того, выбрали ли они эту профессию свободно или были принуждены, и продвигает политику, которая борется за права секс-работников как в Великобритании, так и в других странах. Профсоюзы секс-работников действуют в Латинской Америке, Бразилии, Канаде, Европе и Африке.
Трудности с созданием профсоюзов секс-работников связаны с незаконностью секс-работы во многих странах; отсутствием легитимности секс-работы, как карьеры и деятельности, заслуживающей формальной организации; обесценивание секс-работы, как несопоставимой с другими видами оплачиваемого труда и занятости.
Секс-работники далеко не всегда желают создавать профсоюзы, ещё потому, что секс-работники принадлежат к группам населения, которые исторически не имели сильного представительства в профсоюзах; профсоюзы косвенно одобряет сексизм и поддерживают частичные правовые ограничения секс-работников, всегда присутствующие в сфере интим-услуг; создание подобных профсоюзов категорически не поддерживают феминистки.

### Неправительственные организации
НПО часто играют большую роль в работе с секс-работниками, особенно в усилиях по профилактике ВИЧ и ИППП. Однако зачастую аналогичные программы профилактики ВИЧ, ориентированные на различные группы (например, мужчин, имеющих секс с мужчинами) бывают организованы лучше.
В Китае многие НПО, занимающиеся секс-бизнесом и злоупотреблением наркотиками, официально не регистрируются в правительстве и поэтому проводят многие из своих программ в небольших масштабах и конфиденциально.
НПО критикуются за неспособность разрушить репрессивные структуры проституции, особенно принудительную торговлю людьми; недостаточную защита прав секс-работников внутри института проституции; отсутствие программ, направленных на возможность выхода секс-работниками из данной сферы деятельности.